# United (Phoenix)
United è l'album di debutto della band rock francese Phoenix, pubblicato nel 2000.
I singoli estratti dall'album sono: Too Young, If I Ever Feel Better e Funky Squaredance.

## Tracce
Testi e musiche dei Phoenix.
1. School's Rules - 1:32
2. Too Young - 3:19
3. Honeymoon - 5:00
4. If I Ever Feel Better - 4:26
5. Party Time - 2:14
6. On Fire - 2:49
7. Embuscade - 3:57
8. Summer Days - 3:15
9. Funky Squaredance - 9:39
10. Definitive Breaks - 1:44
11. Too Young (Zoot Woman Remix) - 3:53 (traccia bonus presente nella versione USA bonus track e iTunes bonus track del disco.)